# Гані-Брук Тауншип (округ Честер, Пенсільванія)
Гані-Брук Тауншип (англ. Honey Brook Township) — селище (англ. township) в США, в окрузі Честер штату Пенсільванія. Населення — 8274 особи (2020).

## Демографія
Згідно з переписом 2010 року, у селищі мешкало 7647 осіб у 2621 домогосподарстві у складі 1913 родин. Було 2756 помешкань
Расовий склад населення:
| - 96,5 % — білих - 1,0 % — чорних або афроамериканців - 0,5 % — азіатів - 0,4 % — корінних американців |

До двох чи більше рас належало 1,3 %. Частка іспаномовних становила 1,7 % від усіх жителів.
За віковим діапазоном населення розподілялося таким чином: 28,0 % — особи молодші 18 років, 52,7 % — особи у віці 18—64 років, 19,3 % — особи у віці 65 років та старші. Медіана віку мешканця становила 40,8 року. На 100 осіб жіночої статі у селищі припадало 87,2 чоловіків;  на 100 жінок у віці від 18 років та старших — 85,1 чоловіків також старших 18 років.
Середній дохід на одне домашнє господарство  становив 86 238 доларів США (медіана — 59 066), а середній дохід на одну сім'ю — 100 603 долари (медіана — 81 979). За межею бідності перебувало 9,1 % осіб, у тому числі 17,9 % дітей у віці до 18 років та 6,7 % осіб у віці 65 років та старших.
Цивільне працевлаштоване населення становило 3438 осіб. Основні галузі зайнятості: освіта, охорона здоров'я та соціальна допомога — 18,0 %, виробництво — 17,6 %, науковці, спеціалісти, менеджери — 11,9 %, роздрібна торгівля — 11,5 %.